# マンゲ・メイカーズ
マンゲ・メイカーズ（Mange Makers）は、スウェーデンの音楽グループ。「マンゲ」は彼らの友人のあだ名から由来。
2011年「フェスト・オス・マンゲ」（日本語訳「マンゲのパーティー」）をYouTubeに投稿。この動画が900万再生を記録するとともに、iTunesチャート1位、スウェーデン・チャート9位のヒットとなる。3枚目のシングル「マンゲ・ビューダー」（日本語訳「マンゲの招待」）は2位を記録。「マンゲ、マンゲ、マンゲ、マンゲ」と始まり、「マママ、マンゲ、ママママ、マママ、マンゲ、ママママ」と「マンゲ」を繰り返すこの曲は、マンゲ・メイカーズ最大のヒット・シングルとなった。

## ディスコグラフィ

### スタジオ・アルバム
- R3union (2021年、Party Makers)

### シングル
- "Fest hos Mange" (2011年)
- "Jul hos Mange" (2011年)
- "Mange bjuder" (2011年)
- "Drick den" (2012年)
- "Mange för en dag" (2013年)
- "Inte en krona" (2013年)
- "Vakna" (2014年)
- "Mange kommer hem till dig" (2015年)
- "Bättre förr" (2016年)
- "Ballar Ur (Hall of Fame)" (2021年)
- "Norrlandsguld" (2021年)
- "Rakt in" (2022年)
- "Pastavatten (Remix)" (Sommarkatten) (2022年)
- "Legenden om Mange" (feat. Heno.) (2022年)